# Los hermanos Corazón de León
Los hermanos Corazón de León (en sueco Bröderna Lejonhjärta) es una novela de la escritora sueca Astrid Lindgren, publicada originalmente a fines de 1973. El tema y el enfoque del libro, impregnado de referencias míticas y místicas, lo hacen más oscuro y conmovedor de lo que es usual en la literatura infantil. Sus temas más duros incluyen ideas sobre enfermedad, muerte, traición y tiranía. Del lado luminoso, el libro también presenta temas fuertes como el amor entre hermanos, la lealtad, la esperanza y las contradicciones del pacifismo. Sin embargo, podría decirse que el punto central subyacente de la historia es la búsqueda de la valentía para aceptar nuestra propia muerte., Se lo considera, junto con Mio, min Mio y Ronja Rövardotter, una de las creaciones cumbres de Astrid Lindgren, y una de las obras más profundas de la literatura infantil sueca y mundial.
La historia es narrada por Carlos León (Karl Lejon en el original), quien sufre una enfermedad terminal. Su hermano mayor Juan (Jonatan Lejon) lo consuela hablándole de la existencia de Nangijala, un mundo después de la muerte. El libro trata sobre las aventuras de Carlos y Juan en Nangijala, donde toman el apellido de Corazón de León (Lejonhjärta) y luchan por liberar ese mundo del malvado tirano Tengil, quien controla un ejército de ocupación y una gigantesca dragona, Katla.

## Argumento

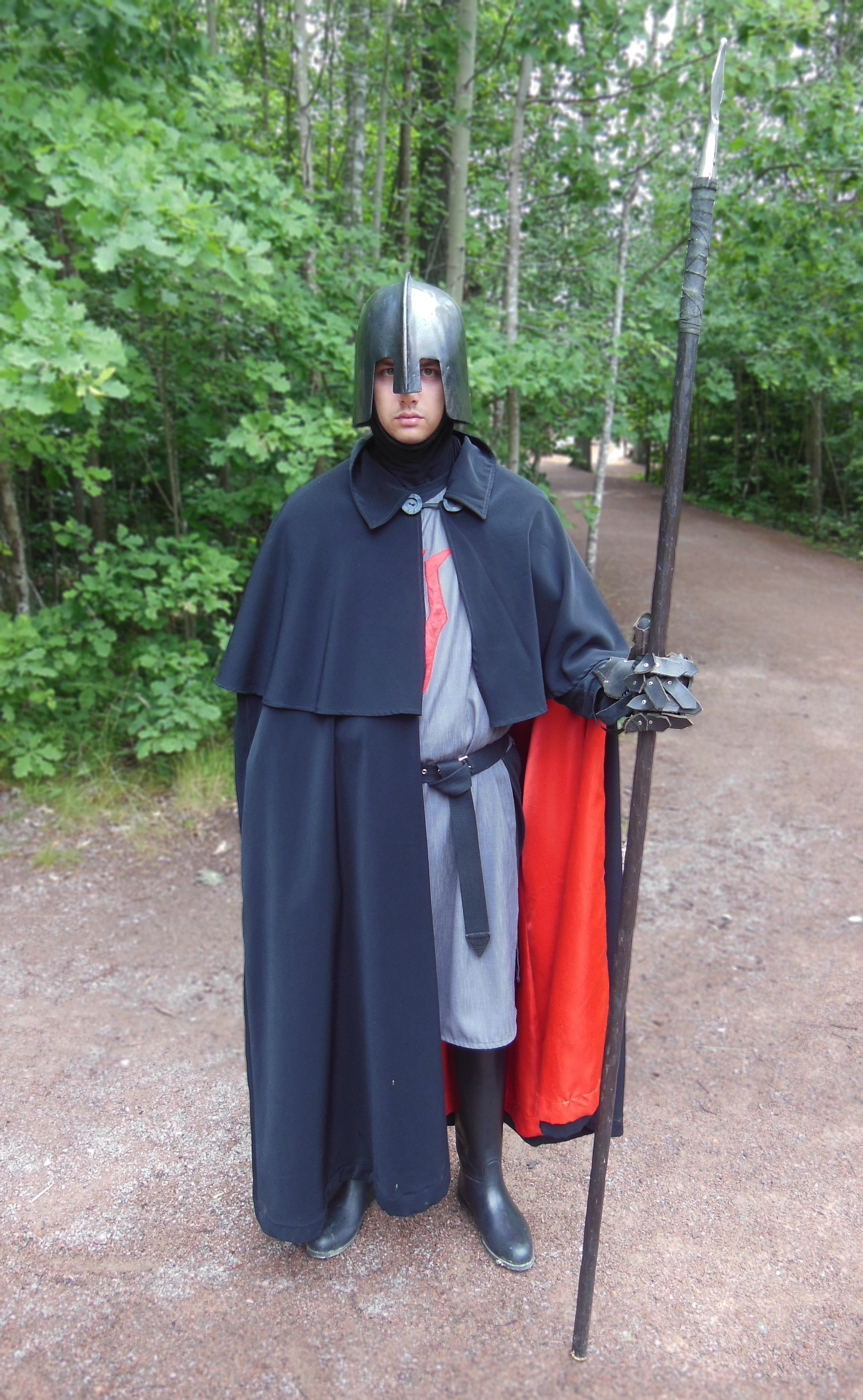
Astrid Lindgrens Värld - 2014.

### La vida en nuestro mundo
Dos hermanos viven con su madre Sigrid en el segundo piso de un edificio de madera en la manzana de Fackelrosen, un barrio muy pobre que asemeja Södermalm a fines del siglo XIX. El padre ausente, Axel Lejon, fue marino; no se ha sabido nada de él desde hace ocho años.
Karl Lejon, "Skorpan", tiene 10 años y es un enfermo crónico. Sin que los adultos lo sepan, Skorpan escucha una conversación donde se menciona que su muerte se avecina. Para calmar sus miedos, su hermano mayor, Jonatan Lejon de 13 años, le cuenta que hay vida más allá de la muerte en Nangijala (pronunciado "Nan-gui-iáh-la"), una tierra "del otro lado de las estrellas" donde se vive "en el tiempo de los cuentos y las fogatas de campamento". 
Al principio Skorpan está triste pensando que deberá esperar en soledad en Nangijala por noventa años o más, hasta que el propio Jonatan muera y llegue a acompañarlo. Sin embargo, Jonatan le asegura que en esa tierra, noventa años parecerán dos días, un período que Skorpan puede pasar sólo sin extrañarlo tanto. 
Poco después, un terrible accidente ocurre: un incendio se desata en la casa y Jonatan salta por la ventana con Skorpan en su espalda; Karl se salva, pero su hermano mayor muere. Cuando Karl queda solo, piensa y duda sobre la verdad de ese mundo más allá de la muerte. Pero entonces, una paloma blanca aparece en el alféizar tal y como Jonatan lo había descrito antes de morir: una mensajera de Nangijala. Dos meses después, Skorpan muere también, no sin antes dejar una nota para su madre: "Gråt inte mamma, vi ses i Nangijala!" ("No llores mamá, ¡nos vemos en Nangijala!").

### El tiempo enNangijala

#### Llegada aKörsbärsdalen
Inmediatamente después, Karl se encuentra delante de una pequeña casa llamada "Ryttargården"; ha recuperado su salud y corre para encontrar a su hermano que pesca junto a un arroyo. Jonatan explica que se encuentran en Körsbärsdalen, uno de los dos valles de Nangijala; allí vivirán juntos en Ryttargården. Los hermanos tienen ahora dos caballos, llamados Grim y Fjalar; con ellos pasan un corto tiempo idílico explorando Körsbärsdalen al galope.
Karl se encuentra en ese valle con Sofia, cuyo jardín cuida Jonatan. Lenta y parcialmente, Karl comienza a descubrir que aún en Nangijala existen problemas. Del otro lado de las Altas Sierras, existe el segundo valle de Nangijala, Törnrosdalen, el cual ha sido ocupado por las fuerzas de Tengil, el Señor de la Tierra de Karmanjaka. Con sus hombres y un monstruo llamado Katla, Tengil ha subyugado Törnrosdalen y reducido a sus habitantes. Sobre Katla, Jonatan se niega a hablar: "...pues sino no podrás dormir en las noches", le dice a su hermano menor. 
La gente de Körsbärsdalen, liderada por Sofia, apoya subrepticiamente la resistencia contra Tengil en el otro valle. Sin embargo, se sospecha que hay un traidor en Körsbärsdalen, alguien quien perturba la comunicación secreta entre los valles a través de las palomas mensajeras de Sofia. Se ha abatido a algunas palomas a flechazos, y pronto la sospecha recae sobre el cazador Hubert, de personalidad adusta y fácilmente irritable.
Jonatan acepta finalmente viajar en secreto a Törnrosdalen y prestar su ayuda; el otro valle ha perdido su líder natural, Orvar, capturado y enjaulado en la gruta de Katla en Karmanjaka. Karl permanece en Körsbärsdalen, sintiéndose acorralado entre sus miedos, su incapacidad de hacer una diferencia en el mundo de los mayores, y sus sospechas sobre Hubert. Aun así, Skorpan encuentra dentro de sí mismo la fuerza para ir a la aventura; una noche deja la seguridad de Körsbärsdalen y se dirige a las sierras.

#### Viaje aTörnrosdalen
A poco de cruzar las montañas, Skorpan es capturado por los soldados de Tengil, tras descubrir que el verdadero traidor es Jossi, el alegre posadero del Guldtuppen en Körsbärsdalen; Jossi ha traicionado a sus amigos bajo la promesa de volverse el Señor Vasallo de Tengil en este último valle cuando termine su conquista. Al ser capturado, Skorpan inventa una coartada, la cual depende de encontrar un lugar en Törnrosdalen que sea creíble como "la casa de su abuelo". Afortunadamente, Skorpan reconoce una paloma de Sofia en una pequeña casa, pide ayuda al dueño, Mattias, quien finge ser su abuelo. Mattias resulta ser de hecho el jefe temporario de la resistencia en Törnrosdalen y el contacto con Sofia en ese valle; lo que es más, Jonatan está refugiado en el sótano de su casa y así los dos hermanos se reencuentran. 
Gracias a Jonatan, existe ahora un túnel secreto que conecta la casa de Mattias con el exterior, pasando por debajo de la muralla que Tengil ha mandado construir alrededor de Törnrosdalen. Los dos hermanos logran salir de la ciudad, y usando caballos robados por Jonatan, emprenden la aventura de rescatar a Orvar. Llegan a la frontera con Karmanjaka en una noche de tormenta furiosa, y allí, junto a la llamada catarata de Karm ("Karmafallet"), logran ver por primera vez a Katla del otro lado del río. El monstruo es una dragona primigenia, quien está esclavizada a los deseos de Tengil a través de la trompeta mágica (un lur) que este último utiliza.

#### Viaje aKarmanjaka
Jonatan y Skorpan cruzan el puente colgante que separa Törnrosdalen del mundo desolado de Karmanjaka. Los hermanos logran encontrar un túnel, un segundo acceso secreto a la gruta de Katla; allí encuentran a Orvar y lo liberan de su jaula de madera. A poco de escapar, la alarma suena y los soldados de Tengil inician la persecución, pero Jonatan logra engañar a la guardia del puente y regresan a Nangijala. Skorpan salta del caballo y se refugia junto al río para que Jonatan y Orvar puedan escapar más fácilmente.

#### Regreso aTörnrosdalen
Mientras Karl espera solo el regreso de su hermano, ve llegar a Sofia, Hubert y Jossi que vienen para iniciar el levantamiento de Törnrosdalen. Skorpan denuncia la traición de Jossi frente a Sofia y Hubert; si bien inicialmente éstos se niegan a creerle, Jossi no puede evitar que se descubra que tiene yerrada la marca de Katla en su pecho, el símbolo de su servidumbre a Tengil. Jossi logra escapar en un bote, prometiendo regresar como tirano de Körsbärsdalen, pero los rápidos del río pueden más que él y cae a su muerte en la Catarata de Karm.
Con la llegada de Orvar y Sofia, comienza la insurrección de Törnrosdalen. El pueblo logra expulsar a las fuerzas de Tengil de la ciudad y presentan batalla en las afueras. Inicialmente, el combate es favorable, hasta que el mismo Tengil entraen la lucha llamado a Katla con su trompeta, y el fuego de la dragona hace estragos sobre las fuerzas del bien. Cuando todo parece perdido, Jonatan renuncia con dolor a su pacifismo y carga sobre Tengil con su caballo, se apodera de la trompeta y Katla cambia de bando con reluctancia. La dragona destruye a Tengil y sus fuerzas y Nangijala logra la victoria.

#### El viaje final: retorno aKarmanjakay cruce aNangilima
Pese a la victoria, el control sobre Katla es tenue y volátil, y su permanencia en Nangijala es muy peligrosa. Es así que Jonatan acepta la responsabilidad de conducir a la dragona de regreso a Karmanjaka; Skorpan lo acompaña. 
Desafortunadamente, cuando están sobre el puente del Río de los Ríos Primigenios, el caballo Grim cede al terror de tener un dragón detrás de él; en su lucha para controlarlo, Jonatan deja caer accidentalmente la trompeta a las aguas. Katla, finalmente libre, se lanza sobre ellos y los persigue hasta lo alto de un desfiladero. Los hermanos se esconden detrás de una roca para evitar el fuego del dragón; Jonatan empuja la roca en un esfuerzo supremo y Katla cae al río desde el precipicio. 
Apenas la espalda de la dragona toca el agua, el monstruo mítico de la catarata, la serpiente Karm, surge de por debajo de las olas y se lanza sobre su enemiga. En una batalla que se ha estado esperando desde el origen del mundo, los dos monstruos se matan salvajemente uno al otro.
Trabajosamente, los hermanos dejan el despeñadero y logran alcanzar la misma roca sobre Karmafallet donde habían acampado antes de entrar a Karmanjaka. Jonatan explica a Skorpan que el veneno de Katla ha alcanzado a los caballos y que éstos ya no se moverán. Es más, el mismo Jonatan ha sido quemado por el fuego ponzoñoso de la dragona; una parálisis irreversible crece por sobre su cuerpo, y con ella, el deseo de morir. En ese momento, Jonatan explica a su hermano que hay otro mundo más allá de la muerte en Nangijala, Nangilima, donde sólo se viven aventuras felices. 
Existe sólo una vía por la cual Skorpan puede llevar a su hermano moribundo a ese mundo, y al mismo tiempo, no separarse de él. Es así que Skorpan vence sus miedos, carga a su hermano en su propia espalda, se arrastra y salta con él al abismo cercano. Sus últimas palabras al llegar al fondo son :

"Å, Nangilima! Ja, Jonatan, ja, jag ser ljuset! Jag ser ljuset!"
("¡Oh, Nangilima! ¡Sí, Jonatan, sí, veo la luz! ¡Veo la luz!")

## Personajes y lugares

### Nangijala

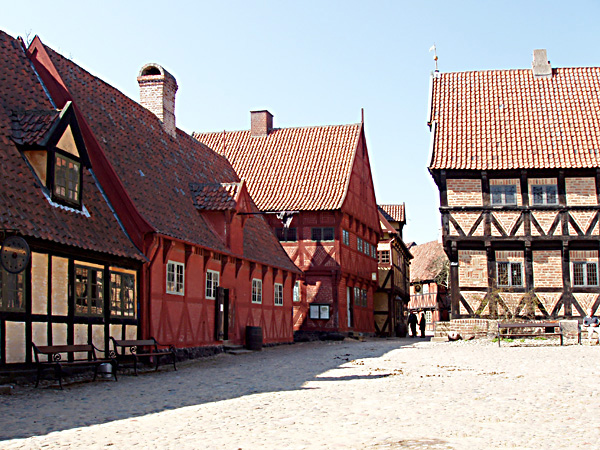
En la versión fílmica del libro, el barrio viejo de Århus (Dinamarca) se utilizó para representar el pueblo de Törnrosdalen.

Para calmar a su hermano enfermo, quien teme a su muerte anunciada, Jonatan relata que la muerte es solo el pasaje a Nangijala, un mundo que existe “del otro lado de las estrellas”. Nangijala es el mundo en donde se vive en "el tiempo de las historias y las fogatas de campamento". En la práctica, Nangijala es un mundo pretecnológico que parece una sociedad rural (o aldeana) medieval. 
Nangijala comprende dos regiones: Körsbärsdalen ("El Valle de las Cerezas") y Törnrosdalen ("El Valle de las Rosas Espinosas"). El primero es el tipo de paraíso que un niño de 10 años puede desear: Skorpan puede pescar, y tiene sus propios conejos y un caballo. Vive solo con su hermano en Ryttargården ("La Granja [o Patio, Corral] de los Jinetes"), una casa algo separada del pueblo principal. Allí Skorpan puede hacer todo aquello que era incapaz de hacer en su otra vida: correr, nadar, y cabalgar al galope. Los habitantes de Körsbärsdalen viven del trueque y se ayudan unos a los otros cuando la necesidad lo demanda: Jonatan, por ejemplo, ayuda en la huerta de Sofia, y ésta contribuye con comida para los hermanos. Para evitar quedar fuera de lugar, Skorpan cambia sus ropas al llegar a Ryttargården; el uso de atuendo medieval simboliza su entrada definitiva en Nangijala.
Del otro lado de las Altas Sierras queda el valle de Törnrosdalen. El nombre mismo tiene resonancia de cuentos infantiles, pues "Törnrosa" es el nombre en sueco de "La bella durmiente". Cuando la historia comienza, Törnrosdalen ha sido ocupado por las fuerzas de Tengil y sus habitantes han sido forzados a construir un muro alrededor del pueblo. El muro tiene solo dos portales, uno hacia las sierras y el otro hacia el gran río llamado "De Uråldriga Flodernas Flod" (el río de los Ríos Primigenios). Más allá del río se encuentran las Montañas Primigenias ("De Uråldriga Bergen") en la oscura y desolada Tierra de Karmanjaka, donde Tengil tiene su castillo.

### Nangilima
Nangilima es otro mundo más allá de la muerte, pero al que sólo se llega al morir en Nangijala. Es otro mundo de leyendas y de fogatas de campamento, pero las historias que uno vive en Nangilima son siempre felices. Presumiblemente, Jonatan y Skorpan se reencuentran allí con Mattías y sus caballos.

### Carlos (KarloSkorpanen el original)
Karl (Carlos) es un niño de 10 años, conocido por su sobrenombre de Skorpan ("Bizcochito Duro" o "Tostadita") que le pone su hermano mayor, Jonatan. Jonatan justifica el mote diciendo que a él le gustan mucho estos panecillos secos suecos. Cuando el libro comienza, Skorpan no va a la escuela desde hace seis meses debido a una seria enfermedad que lo acosa (probablemente, tuberculosis). Karl sale raramente de su cama y sufre ataques masivos de tos.
La historia de Skorpan es un camino de crecimiento para vencer sus miedos; de cierto modo, es su búsqueda para aprender a morir. Cuando Skorpan escucha por primera vez la historia del sufrimiento de Törnrosdalen bajo la ocupación del cruel Tengil, su primera reacción es de pavura y duda. Sin embargo, tomando el ejemplo de su hermano mayor, Karl va creciendo a lo largo del libro y logra sobreponerse a los miedos que lo paralizan. Primero, deja la seguridad de su nueva casa en Körsbärsdalen y cruza solo las montañas de Nangijala. Luego, cruza debajo del túnel de una muralla y por la oscuridad de la gruta del dragón Katla, en un pasaje clásico donde se visitan los terrores de la oscuridad (exterior e interior). Después, logra saltar de su caballo cuando él y Jonatan eran perseguidos por los soldados de Tengil. Finalmente, Skorpan salta al abismo que lo lleva a la luz de Nangilima, llevando a su hermano Jonatan moribundo en sus propias espaldas. En esta última escena Skorpan logra imitar la hazaña heroica de su propio hermano en el principio del libro, convirtiéndose así en un verdadero Lejonhjärta (Corazón de León).

### Juan (Jonatanen el original)
Jonatan tiene 13 años y en muchos aspectos se asemeja a un príncipe legendario. Ya en el comienzo del libro Jonatan hace una hazaña heroica: rescata a su hermano menor de las llamas, aun cuando esto le cuesta su vida. 
A través de la historia, Jonatan ofrece consuelo y protección. En Nangilima, Jonatan es guía y guardián de Skorpan, y lentamente le enseña que hay una lucha por la defensa del paraíso de Körsbärsdalen. Su sentido del deber hace que Jonatan abandone a su hermano temporalmente para confrontar a las fuerzas de Tengil en Törnrosdalen; en sus propias palabras a Skorpan: "...hay cosas que uno debe hacer a veces; sino, no somos más que un pequeño desecho" ("...annars är man bara en liten lort" en el original sueco).
Pese a ser un héroe, Jonatan es pacifista y no acepta liderar la lucha. Durante su viaje a Karmanjaka, Jonatan arriesga su libertad para ayudar a uno de los soldados de Tengil a punto de ser arrastrado por la corriente. En la víspera de la batalla decisiva, Jonatan le declara a Orvar que es incapaz de matar, aún si se tratase de defender su propia vida. Su justificación es otra vez la misma frase: "Hay cosas que uno debe hacer a veces; sino, no somos más que un pequeño desecho", con la implicación que "esas cosas que uno debe hacer" incluyen también no actuar como uno no debería jamás.

### Sofía (Sofiaen el original)
Sofía ("Sofia" en sueco) es una anciana que vive en Tulipagården ("La Granja de los Tulipanes") de Körbärsdalen, cerca de la Alta Sierra. En su granja, Sofia tiene un gran número de palomas, abejas y cabras, así como un jardín de flores tendido por Jonatan. En secreto, sin embargo, Sofía es uno de los líderes de la lucha contra Tengil en Nangijala. Ella es la contrapartida de Orvar, quien es el jefe de la defensa de Törnrosdalen. Cuando la historia comienza, Orvar ha sido capturado, y Sofía es de hecho quien comanda de las fuerzas del bien. Sofía utiliza sus palomas mensajeras blancas para comunicarse con la "resistencia" en Törnrosdalen. Presumiblemente, sus palomas blancas también comunican el mundo de Nangijala con el nuestro. Pese a que Sofía trabaja subrepticiamente, en el comienzo de la historia Tengil ha descubierto sus planes y ha ofrecido una recompensa de quince caballos blancos a aquel que se la entregue.

### Jossi
Jossi es el dueño y anfitrión de la posada de Guldtuppen ("El Gallo de Oro") en Körsbärsdalen; el comedor de la posada es el lugar de reunión principal del pueblo. Cuando Karl encuentra a Jossi por primera vez (presentado por su hermano Jonatan), Jossi lo levanta como un padre, lo coloca sobre una mesa y le declara que serán muy buenos amigos. En otra ocasión, Jossi busca consolarlo a Karl con masitas deliciosas cuando éste se siente solo y abandonado luego de la partida secreta de Jonatan a Törnrosdalen. Una de las sorpresas mayúsculas del libro ocurre cuando Karl descubre que en realidad Jossi es el traidor que trabaja para Tengil buscando la caída de Körsbärsdalen y la captura de Jonatan. Si Jossi hubiera tenido éxito en su plan, su soñada recompensa habría sido la de ser el tirano de Körsbärsdalen, bajo la égida de Tengil.

### Hubert
Hubert es un cazador en Körsbärsdalen, reconocido por su pelo y barba roja. Parece siempre enojado y hace preguntas extrañas, lo que hace que Skorpan desconfíe instintivamente de él. Skorpan descubre a Hubert en lugares sospechosos y se convence de que debe ser un espía que busca descubrir o interrumpir las comunicaciones secretas a Törnrosdalen. Finalmente, Skorpan cree confirmar sus sospechas de que Hubert es el traidor cuando descubre su preferencia por los caballos blancos (la recompensa frecuentemente ofrecida por Tengil a sus servidores). La sorpresa es tanto mayor cuando se descubre que el traidor es en realidad el alegre y jovial Jossi, lo cual le enseña a Skorpan que uno no debe juzgar el carácter de un perro por el color de su pelo.

### Matías (Mattiasen el original)
Mattias es un anciano de Törnrosdalen que secretamente trabaja contra Tengil; es un aliado de Sofia y Jonatan y su casa es un refugio para la resistencia. Skorpan ve a Mattias por primera vez cuando, escoltado por los soldados de Tengil, busca desesperadamente un lugar que sea creíble como "la casa de su abuelo". Al ver a Mattias dando de comer a unas palomas blancas, Skorpan reconoce a Bianca, la paloma de Sofia y le pide ayuda al anciano. De allí en más, Mattias se vuelve de hecho el abuelo de Skorpan.
La casa de Mattias está junto al muro construido por Tengil para vigilar a Törnrosdalen. Dentro de la casa se encuentra el sótano secreto donde se ha refugiado Jonatan. Karl descubre así que Mattias reemplaza al capturado Orvar como líder de Törnrosdalen, y que está en comunicación permanente con Sofia a través de las palomas. La casa tiene también un túnel secreto que pasa por debajo de la muralla y permite salir del pueblo de Törnrosdalen.

### Orvar
Orvar es el líder natural de Törnrosdalen. Cuando la historia comienza, ha sido capturado por Tengil y está literalmente enjaulado dentro de la gruta de Katla en la Tierra de Karmanjaka. Entrando por un túnel secreto, Jonatan y Skorpan logran rescatarlo y lo llevan de regreso a Nangijala para encabezar el levantamiento contra Tengil. Orvar es belicoso e irreflexivo, en claro contraste con el pacifismo de Jonatan.

### Katla
Katla es un dragón (en realidad, una dragona que escupe fuego, pero que no vuela pese a ser alada). Katla ha existido desde tiempos inmemoriales, más allá del Río de los Ríos Primigenios ("De Uråldriga Flodernas Flod"). Por miles de años había dormido en su gruta ("Katlagrottan"), hasta que despertó y atacó la fortaleza de Tengil más allá de la Montañas Primigenias ("De Uråldriga Bergen") en la Tierra de Karmanjaka. Sin embargo, Tengil logró controlarla con el llamado de su lur (una trompeta de guerra) y ahora Katla obedece a quién pueda soplarla. Este lur le permite a Tengil usar a Katla como su arma más poderosa para la conquista de Nangijala. Cuando Tengil no la necesita, Katla permanece encadenada en su gruta cerca de la Catarata de Karm ("Karmafallet"). Bajo las aguas de la catarata se oculta Karm, otro tipo de dragón (un lindorm nórdico, en este caso una serpiente constrictora gigantesca, sin alas y que no arroja fuego). La hembra Katla y el macho Karm son enemigos mortales desde el origen del mundo.

### Tengil
Tengil es el gran adversario de las fuerzas del bien en el libro. Lleva el título de Caballero de Karmanjaka, y se ha autodesignado "Señor de Törnrosdalen". Su claro objetivo es la conquista total de Nangijala; su plan es utilizar a los habitantes como esclavos para construir su nueva fortaleza sobre las Montañas Primigenias. 
Tengil aparece por primera vez en la historia sobre un caballo negro en la plaza central de Törnrosdalen. Se viste con una capa y un yelmo negros, este último decorado con un juego de plumas lilas; sobre su pecho, Tengil luce una llama roja como decoración, recordando a todos que él es también el Señor de Katla. La dragona Katla es de hecho también una esclava de Tengil, en tanto que éste tenga en su poder la trompeta con la que controla al monstruo. En términos prácticos, Tengil es solo una presencia distante; es el tirano silencioso, la fuente del terror. Jamás habla en el libro; sus lugartenientes y soldados llevan a cabo sus órdenes e imparten control sobre la población. 
Tengil solo actúa en la batalla final. Justo cuando las fuerzas de Törnrosdalen parecen alcanzar la victoria, Tengil entra en el campo de batalla llamando a Katla con su lur y las fuerzas de Nangijala son dispersadas por el fuego del dragón. Solo en este momento decide Jonatan entrar en la lucha, en un ataque directo contra Tengil. Jonatan roba la trompeta y Tengil pierde el control de Katla; en su primera acción libre, la dragona mata a Tengil. De allí en más, el monstruo pasa a obeceder a Jonatan, si bien con mucha reluctancia.

## Crítica
Cuando el libro fue publicado en otoño de 1973 un grupo de críticos reaccionó negativamente. En parte porque era problemático tomar la muerte de la forma en que Lindgren lo hizo, especialmente el suicidio:
"Sólo hay una forma de liberarse de la enfermedad y es que el hermanito Skorpan se suba a la espalda de Juan y salten al abismo y mueran. En Nangilima, la tierra de la muerte, florece la felicidad eterna. [...] Naturalmente sería temerario de mi parte señalar con un dedo acusador sus intenciones, pero no puedo dejar de preguntarme cómo reaccionaría un niño lisiado frente el deseo de muerte de Juan Corazón de León. ¿Sentiría el corazón del niño también la presencia de un fuego que lo rodea y que paraliza sus acciones? ¿Se haría preguntas sobre el derecho a la vida y la calidad de esa vida?" Gunnel Enby en Aftonbladet, 16 de diciembre de 1973.
"... Aun así, el tono subjetivamente emocional, hasta extático, de la narrativa en primera persona de Karl puede incomodar a lectores infantiles; la preocupación del libro con la muerte y sus referencias sutiles a la transmigración de las almas puede resultar confusa; y el final, con su fría aceptación del suicidio, demasiado chocante." Ethel L. Heins en Horn's Book Magazine, Boston, diciembre de 1975, pp. 594-595.
Otros críticos consideraron que Astrid Lindgren describió un mundo exageradamente maniqueo:
"¿No hubiera cabido mejor esta visión de un mundo de ensueño romántico-determinista en los viejos días de la guerra fría? Esta bella historia de una gloriosa lucha por la libertad contra una fuente de maldad metáfisica no muy clara, ¿no es un insulto para los movimientos de liberación de nuestro verdadero mundo?" Kerstin Stjärne en Arbetet, 26 de octubre de 1973.
"El libro caracteriza el ”mal” de un modo increíblemente esquemático y lleno de horror. Un libro que busca tratar la lucha entre el bien y el mal, ¿no debería investigar en forma honesta y profunda las raíces del mal? [...] Una expresión peligrosa y deshonesta en una época que nos muestra claramente cuántas son las dificultades para luchar contra modelos políticos complicados como las dictaduras." El Grupo de literatura infantil de Gotemburgo (Barnboksgruppen i Göteborg), publicado en Dagens Nyheter, 22 de diciembre de 1973.
Por otro lado, los lectores reaccionaron de un modo muy positivo:
"Es evidente que los niños desean intensamente escuchar o leer historias, inclusive éstas que son algo emocionantes. En este mismo momento, estoy inundada de cartas enviadas por chicos de países muy diversos que aprecian mucho Bröderna Lejonhjärta. Jamás había recibido antes una reacción tan fuerte y espontánea para con uno de mis libros," escribe Lindgren en una carta de 1975.

## Dibujos de Ilon Wikland
Ilon Wikland es una artista muy conocida en Suecia como ilustradora de muchos de los libros de Astrid Lindgren posteriores a la serie de Pippi Långstrump (Pippi Medias Largas). Wikland nació en Tartu, Estonia, el 5 de febrero de 1930. Sus padres fueron el ingeniero civil Max Pääbo y la artista Vida Juse. Llegó a Suecia como refugiada durante la Segunda Guerra Mundial (1944) y se radicó en Estocolmo. Allí estudió en la Escuela de Artes de Ilustración para Libros y Propaganda (Bok- och reklamkonst skolan) y la Escuela de Pintura (Signe Barths målarskola). La colaboración con Astrid Lindgren comenzó en 1954 con las ilustraciones para Mio, min Mio. En cuanto a Bröderna Lejonhjärta, Astrid Lindgren no había aún culminado el libro entero y Wikland ilustró los capítulos a medida que estos eran terminados. La edición sueca cuenta con unos 30 dibujos. Ilon Wikland ha comentado respecto de este libro en particular: "Aún muchos años después de la guerra seguí teniendo pesadillas en las que me encontraba en el medio de la lucha y eran perseguida por soldados. Yo creo que esa cercanía a la guerra me ha ayudado con las ilustraciones."

## Comentarios sobre la continuación
Muchos lectores escribieron a la autora pidiendo una secuencia que relatara lo que sucedió con Karl y Jonatan en Nangilima. Astrid Lindgren escribió entonces una carta abierta, publicada en el diario Expressen en 1974, y contó lo siguiente: Los hermanos se establecen en su nueva casa de Apelgården ("La Granja [o Corral, Patio] de las Manzanas") junto con Mattias. En Nangilima, Karl y Jonatan cabalgan por los bosques, acampan y duermen junto a su fogata. Skorpan tiene adquiere su propio perrito, llamado Mecke. El malvado Tengil y el traidor Jossi no van a Nangilima sino que terminan en otro mundo que se llama Lokrume. Existe una parroquia con ese nombre en la isla de Gotland, y otra con nombre similar, Löckerum, cerca de Kalmar. Los topónimos apuntan en su origen al significado de "Lugar de Löki" (con resonancias de Loki, Loke en sueco, el mítico ser nórdico asociado al fuego, el fraude y el engaño).

## Versión fílmica
El director Olle Hellbom comenzó a trabajar en la versión fílmica de Los Hermanos Corazón de León en 1976; previamente, ya había realizado películas sobre otros libros de Astrid Lindgren. El actor juvenil Lars Söderdahl tenía 11 años cuando tomó el papel de Skorpan; previamente había actuado como Lillebror en la película basada en el libro Karlsson på taket (Karlsson en el Tejado) de Lindgren. El papel de Jonatan fue representado por Staffan Götestam, quien tenía 23 años en 1976. La consagrada actriz Gunn Wållgren hizo el papel de Sofia. La filmación de muchas escenas de Nangijala se hizo en las lomas de Brösarp (Brösarps backar, en la región de Österleden en el sudeste de Escania, sur de Suecia). Los cerezos florecidos son en realidad manzanos de la compañía de fabricación de sidra de Kivik, un pueblo en Österleden (Kiviks musteri). El paisaje desolado de Karmanjaka fue filmado en Islandia. La película fue declarada inicialmente para mayores de 11 años pero como resultado de un debate y una ley especial (la llamada "Lex Lejonhjärta" de 1978) se le bajó el límite para mayores de 7 años.